# Phương pháp thấm northern

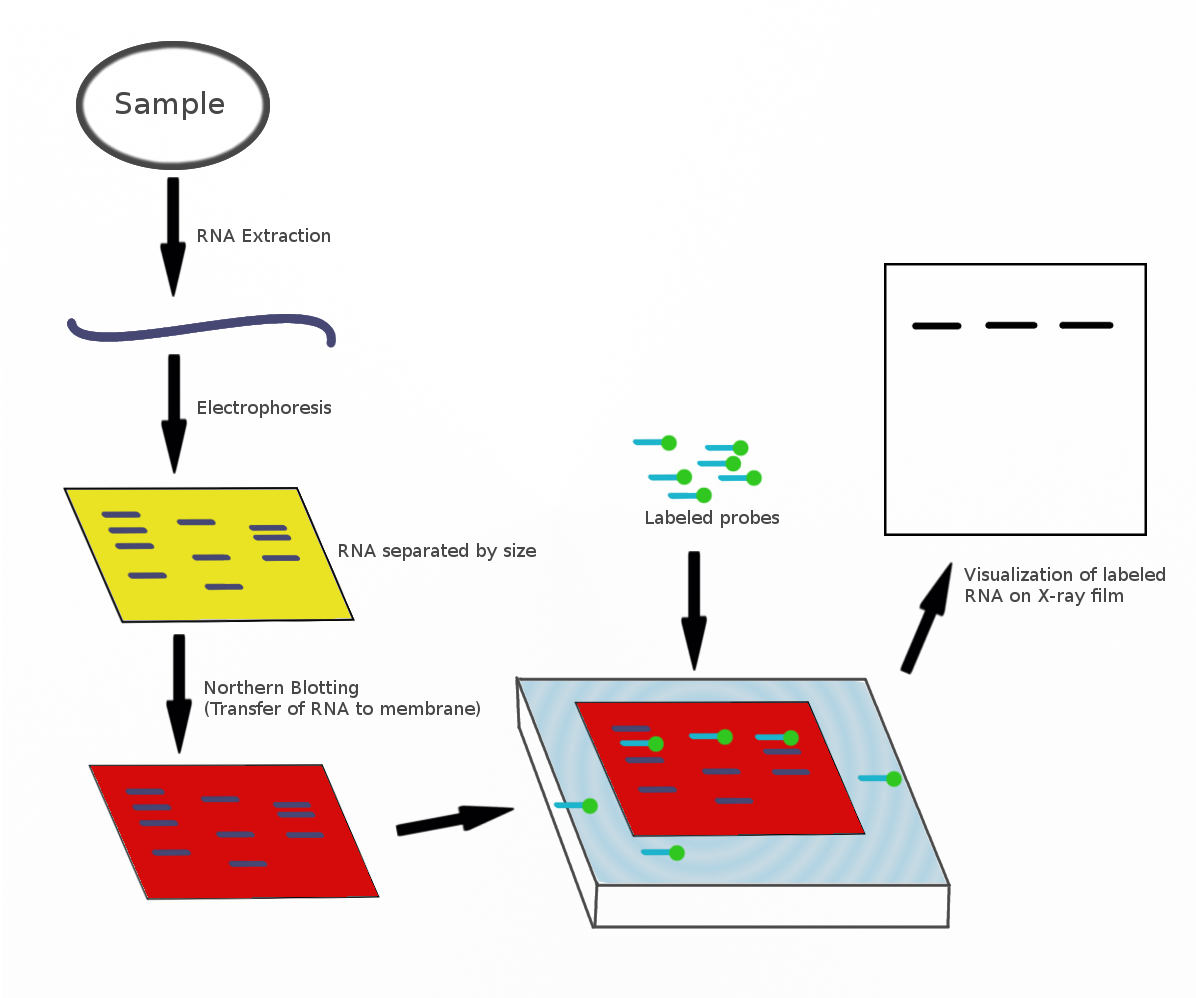
Lược đồ qui trình thực hiện thấm Nothern.

Phương pháp thấm Northern, hay RNA blot (thấm RNA), là một kỹ thuật được sử dụng trong nghiên cứu sinh học phân tử để xác định mức độ biểu hiện gen bằng cách đo lượng RNA (hoặc mRNA đã cô lập) xuất hiện trong mẫu thử.
Phương pháp này đã cho phép người ta đã quan sát sự kiểm soát của tế bào lên cấu trúc và chức năng của nó bằng việc xác định mức độ biểu hiện của một vài gen nhất định trong quá trình phân hoá tế bào và tạo hình cơ thể, hoặc khi có bệnh lí và dị thường.
Phương pháp này sử dụng gel điện di để phân tán mẫu RNA theo kích thước, sau đó "thấm" RNA từ gel điện di lên màng thấm (như cách "thấm" mực từ con dấu lên tờ giấy) rồi dùng đoạn dò (là mạch bổ sung) lên một phần hoặc toàn bộ mạch RNA cần nghiên cứu. Thuật ngữ "Northern blot" thực ra chỉ bao gồm bước thứ hai (thấm RNA), nhưng hiện nay đang được sử dụng để chỉ toàn bộ quá trình.
Kĩ thuật thấm Northern được phát triển vào năm 1977 bởi James Alwine, David Kemp và Gerge Stark ở đại học Stanford  và được đặt tên cho liên quan tới kĩ thuật thấm đầu tiên - Southern (đặt tên theo nhà sinh học Edwin Southern). Điểm khác biệt lớn nhất của thấm Northern là dùng RNA làm mẫu thử, thay vì DNA như thấm Southern.

## Quy trình chung
Quy trình chung của một lần thấm Northern:
- Chiết xuất tất cả RNA từ một mẫu mô hoặc hoặc tế bào.
- Sắc kí oligo (dT) cellulose để tách riêng mRNA có đuôi polyA (mRNA nhân thực).[5][6]
- Điện di để phân tán mRNA.
- Chuyển mRNA sang màng thấm bằng hiện tượng mao dẫn hoặc thấm chân không.

Lí do phải chuyển mRNA sang màng thấm là vì gel điện di cứng, đoạn dò không thể thâm nhập vào mà kết hợp với mRNA trong mẫu thử. Màng nylon mang điện dương là hiệu quả nhất để thấm Northern vì nó dính với axit nucleic mang điện âm.

Hệ thống thấm mao dẫn để thấm RNA từ gel điện di sang màng thấm.

- Gắn chặt RNA lên màng bằng tia UV hoặc nhiệt để tạo liên kết hoá trị.
- Lai RNA trên màng với các đoạn dò đã được đánh dấu sẵn

Phản ứng đoạn dò-RNA cần xúc tác nhiệt độ cao - thứ có thể làm biến tính RNA, vì vậy trong chất nền thường chứa formamide để giảm nhiệt độ cần thiết cho phản ứng này. Sau khi RNA đã được thấm vào màng, nó được cố định bằng tia UV hay nhiệt để tạo các liên kết hoá trị. Những đoạn dò được đánh dấu sẵn sẽ được cho lai với RNA trên màng. Một số điều kiện thí nghiệm có thể làm ánh hưởng đến hiệu quả và độ đặc hiệu của phép lai bao gồm lực ion, độ nhớt, độ dài của mạch kép, số cặp nu không tương thích và thành phần nu. Màng thấm sẽ được rửa để chỉ những đoạn dò đã liên kết với RNA sẽ còn lại trên màng nhằm chống tín hiệu nhiễu. Tín hiệu lai sẽ được dò bởi tia X-ray hoặc phép đo tỉ trọng. Để tạo kiểm soát cho sự so sánh của thấm Northern, những mẫu thử không thể hiện gene đang thử có thể được kiểm tra lại bằng vi dãy (microarrays) hoặc RT-PCR.

### Gel (hoặc thạch) điện di

RNA của hai tiểu đơn vị ribosome 28S (dải trên) và 18S (dải dưới) chạy trên gel agarose và formaldehyde.

Mẫu thử thường được phân tán trên gel agarose chứa formaldehyde có vai trò làm biến tính RNA để nó trở về cấu trúc không gian bậc một (một mạch thẳng). gel có thể được nhuộm với ethidium bromide (EtBr) và được quan sát dưới đèn UV để xem chất lượng và số lượng của RNA trước khi thấm. Điện di dùng gel polyacrylamide và urê cũng có thể được dùng để tách RNA nhưng nó thường chỉ được dùng cho RNA phân mảnh hoặc microRNA (vi RNA). Một thang RNA (những mảnh RNA biết trước kích thước) thường được chạy điện di ngay kế bên để dễ quan sát kích thước của những đoạn đang thu; những tiểu đơn vị ribosome cũng có thể được dùng làm đối chứng kích thước. Hai tiểu đơn vị lớn ( 28S, khoảng 5kb) và nhỏ (18S, khoảng 2kb) sẽ tạo thành hai băng lớn, cái lớn hơn rộng gấp đôi cái nhỏ.

### Đoạn dò (Probe)
Đoạn dò cho thấm northern là các đoạn acid nucleic bổ sung với toàn bộ RNA cần xét. Đó có thể là DNA, RNA hoặc oligonucleotides có ít nhất 25 cặp base bổ sung. Đoạn dò RNA (riboprobes) được phiên mã invitro (nhân tạo) có thể chống chịu các bước rửa mạnh bạo nên giúp giảm độ nhiễu của kết quả. Thường đoạn dò sẽ là cDNA có các đoạn mồi được đánh dấu sẵn cho RNA cần xét sẽ được dùng cho thấm northern. Đoạn dò cần được đánh dấu với đồng vị phóng xạ (32P) hoặc chất phát quang (trong cách này, hóa chất đó sẽ được alkaline phosphatase (ALP) hoặc peroxidase cải ngựa (HRP) phân hủy để giải phóng năng lượng ở dạng ánh sáng có thể dò ra). Có thể đánh dấu bằng chất huỳnh quang theo hai cách: đoạn dò gắn với enzyme; hoặc đoạn dò gắng với ligand (vd: biotin) để ligand (vd: avidin, streptavidin) gắn với enzyme (vd: HRP). Chụp X-ray có thể phát hiện cả tính hiệu phóng xạ và tín hiệu huỳnh quang; nhưng các nhà nghiên cứu thường thích dùng huỳnh quan vì nó nhanh, nhạy và an toàn với sức khoẻ hơn đánh dấu phóng xạ. Một màng thấm có thể thử với đoạn dò tới tận năm lần mà lượng RNA mất vẫn không đáng kể.

## Ứng dụng
Thấm northern cho phép quan sát biểu hiện của gen ở các mô, cơ quan, giai đoạn phát triển, các độ stress môi trường, nhiễm mầm bệnh và trong quá trình điều trị. Các kĩ thuật này đã được sử dụng để chỉ ra sự biểu hiện quá mức của gen sinh ung (gen ung thư) và giảm biểu hiện của gen ức chế khối u trong các tế bào ung thư so với tế bào bình thường; cũng như sự biểu hiện gen trong quá trình thải trừ tạng ghép. Nếu phát hiện một gen tăng biểu hiện (khi thấy nhiều mRNA trong northern blot), mẫu thử có thể được đem đi xác định trình tự để biết đó là gen đã biết hay gen mới. Nghiên cứu các qui luật biểu hiện gen trong các điều kiện khác nhau có thể cho ta cái nhìn rõ hơn về chức năng của gen đó. Vì RNA được phân tán theo kích thước, nếu chỉ có một kiểu đoạn dò được sử dụng thì sự đa dạng trong cấp độ của mỗi băng trên màng cho ta biết về kích thước của sản phẩm, gợi ý rằng đó có thể là vì sự cắt thay thế hoặc do đoạn mô tip lặp lại. Sự đa dạng trong kích thước của một sản phẩm di truyền cũng có thể biểu thị các lỗi sai hay sự xoá trong quá trình phiên mã. Thay đổi mục tiêu của đoạn dò  theo những đoạn mạch đã biết sẽ giúp xác định đoan RNA nào đã biến mất.

## Ưu và nhược điểm
Phân tích biểu hiện gen có thể được thực hiện bằng một số phương pháp khác nhau bao gồm RT-PCR, RNase protection assays, microarrays (vi dãy hoặc vi mảng), RNA-Seq, phân tích hàng loại biểu hiện gen (SAGE), cũng như thấm northern. Microarrays thường được dùng và thường cho kết quả giống với thấm northern ; tuy nhiên, thấm northern đôi khi có thể phát hiện những tha. y đổi nhỏ trong biểu hiện gen mà microarrays không làm được. Ưu điểm của microarrays so với thấm northern là nó có thể kiểm tra hàng nghìn gen cũng lúc, trong khi thấm northern chỉ có thể làm được một hoặc một số ít gen.
Một vấn đề của thấm northern là mẫu thử thường bị các ezyme RNase làm xuống cấp (cả ezyme nội sinh lẫn trong môi trường). Có thể hạn chế vấn đề này bằng cách khử trùng vật dụng thí nghiệm và dùng chất ức chế RNase như DEPC (diethylpyrocarbonate). Hóa chất được sử dụng trong thấm northern có thể gây nguy hiểm cho người thực hiện, vì formaldehyde, chất phóng xạ, ethydium bromide, DEPC và UV đều gây hại khi tiếp xúc nhiều. So với RT-PCR, thấm northern có độ nhạy thấp, nhưng lại có độ đặc hiệu cao - một yếu tố quan trọng để giảm thiểu kết quả dương tính giả.
Ưu điểm của thấm northern bao gồm xác định kích thước RNA, quan sát được các sản phẩm của cách cắt thay thế, có thể sự dụng đoạn dò có độ tương thích không hoàn toàn, chất lượng và số lượng của RNA có thể đựoc đo trong gel trước khi tiến hành thấm, và màng thấm có thể được lưu trữ và dò lại rất nhiều năm sau khi thấm.
Trong thí nghiệm thấm northern để dò mRNA của acetylcholinesterase, kĩ thuật không  dùng chất phóng xạ đã được nhận thấy là có hiệu quả bằng với dùng chất phóng xạ, nhưng lại tiết kiệm thời gian và không cần dùng đồ bảo vệ khỏi phóng xạ.

## Thấm northern ngược
Các nhà nghiên cứu thỉnh thoảng sẽ dùng một biến thể của phương pháp này: thấm northern ngược. Trong phương pháp thấm northern ngược, chất acid nucleic (đã được cố định vào màng) là một bộ những đoạn DNA đã được cô lập, và đoạn dò sẽ là RNA chiết xuất từ mô được đánh dấu phóng xạ. Kĩ thuật DNA microarray phổ biến vào cuối những năm 1990 và đầu những năm 2000s giống với phương pháp này hơn, cũng sử dụng DNA dán sẵn vào cơ chất, rồi đem lai với đoạn dò RNA của tế bào. Cho nên phương pháp thấm northern ngược, dù trước đó không phổ biến, đã cho phép phân tích northern tiến hóa lên thành "lập hồ sơ biểu hiện gen". Trong đó, biểu hiện của nhiều (có thể là tất cả) gen của một sinh vật đã được theo dõi.